# Chính sách thị thực của Cộng hòa Congo
Du khách đến Cộng hòa Congo phải xin thị thực từ một trong những phái vụ ngoại giao Công trừ khi họ đến từ một trong những quốc gia được miễn thị thực.

## Bản đồ chính sách thị thực

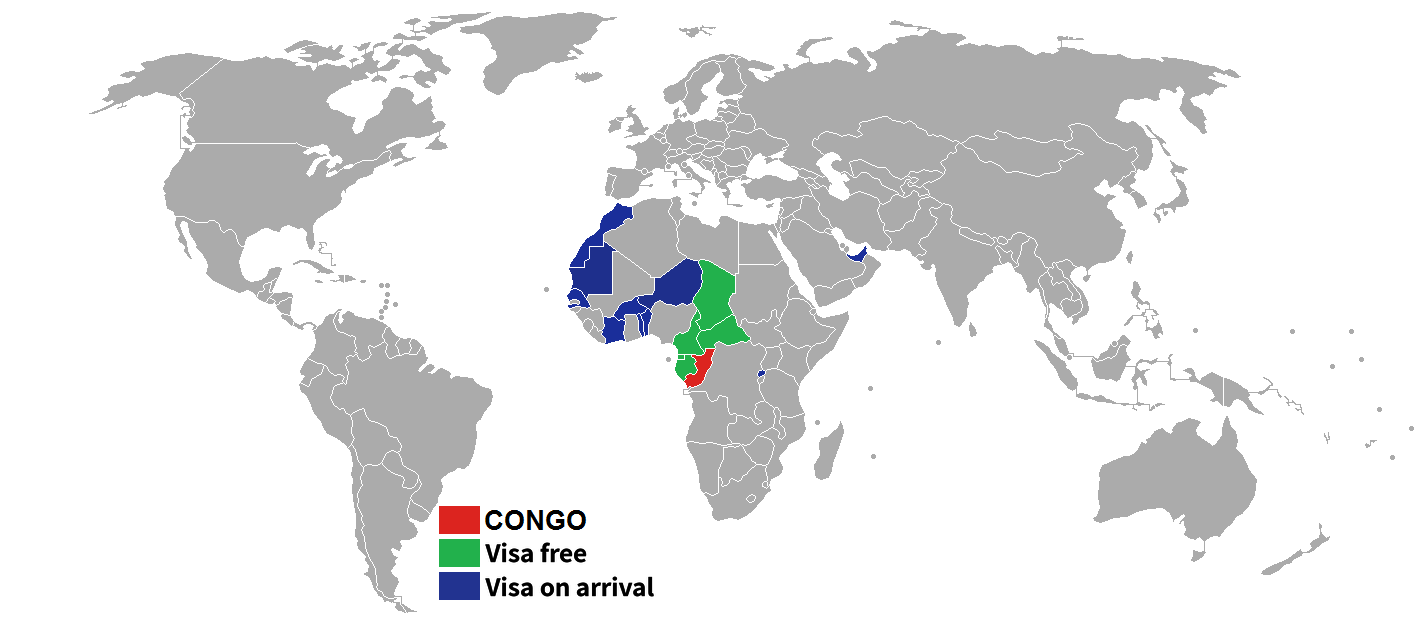
Chính sách thị thực của Congo

## Miễn thị thực
Công dân của 13 quốc gia sau có thể đến Congo xin thị thực tại cửa khẩu:
| - Benin - Burkina Faso - Cameroon - Cộng hòa Trung Phi - Tchad - Bờ Biển Ngà - Guinea Xích Đạo | - Gabon - Mauritania - Maroc - Niger - Sénégal - Togo |

Không yêu cầu thị thực với công dân  Trung Quốc nếu hộ chiếu của họ được xác nhận "Dành Cho Công Vụ". 
Không có yêu cầu thị thực đối với người co thư mời V.I.P.
Người sở hữu hộ chiếu ngoại giao hoặc hộ chiếu công cộng được cấp bởi công dân Trung quốc và Nga không cần thị thực cũng như người có hộ chiếu ngoại giao của Bồ Đào Nha.
Không yêu cầu thị thực với người quá cảnh nếu tiếp tục chuyến bay tiếp theo mà không rời sân bay.